# Brady (Washington)
Brady és una concentració de població designada pel cens dels Estats Units a l'estat de Washington. Segons el cens del 2000 tenia 645 habitants.

## Demografia
Segons el cens del 2000, Brady tenia 645 habitants, 239 habitatges, i 185 famílies. La densitat de població era de 35 habitants per km².
Dels 239 habitatges en un 35,1% hi vivien nens de menys de 18 anys, en un 68,2% hi vivien parelles casades, en un 6,3% dones solteres, i en un 22,2% no eren unitats familiars. En el 16,7% dels habitatges hi vivien persones soles el 7,9% de les quals corresponia a persones de 65 anys o més que vivien soles. El nombre mitjà de persones vivint en cada habitatge era de 2,7 i el nombre mitjà de persones que vivien en cada família era de 3,03.
Per edats la població es repartia de la següent manera: un 23,9% tenia menys de 18 anys, un 8,8% entre 18 i 24, un 28,1% entre 25 i 44, un 26,4% de 45 a 60 i un 12,9% 65 anys o més.
L'edat mediana era de 39 anys. Per cada 100 dones de 18 o més anys hi havia 96,4 homes.
La renda mediana per habitatge era de 67.386 $ i la renda mediana per família de 72.750 $. Els homes tenien una renda mediana de 45.764 $ mentre que les dones 30.625 $. La renda per capita de la població era de 20.857 $. Aproximadament el 4,9% de les famílies i el 5,9% de la població estaven per davall del llindar de pobresa.

## Poblacions més properes
El següent diagrama mostra les poblacions més properes.